# Rabbit rattrapé
Rabbit rattrapé (titre original en anglais Rabbit Redux) est un roman de l'écrivain américain John Updike publié originellement en 15 novembre 1971 aux États-Unis et en français le 26 avril 1973 aux éditions Gallimard. Composé de quatre chapitres distincts, il constitue le second volume du cycle Rabbit mettant en scène la vie du personnage Harry « Rabbit » Angstrom.

## Écriture du roman
John Updike doit à son éditeur un livre pour l'année 1970. Après avoir envisagé différents thèmes, il décide de donner une suite à Cœur de lièvre (titre original Rabbit, Run) et commence l'écriture de ce second volume le 7 février 1970 pour en terminer la première version manuscrite le 11 décembre 1970 et réaliser la première version dactylographiée pour son éditeur le 4 avril 1971. Le premier tome laissait de nombreuses possibilités pour l'avenir du personnage de Rabbit Angstrom qui pouvait faire le choix de retourner vivre avec sa femme, malgré le drame que le couple avait vécu, ou de tenter de fonder une nouvelle famille avec le personnage de Ruth. John Updike se décide pour la première option et en raison de son expérience personnelle de travail dans une imprimerie durant des petits boulots d'été, il choisit d'en faire un « col bleu », un linotypeur, et d'immerger ses personnages au cœur de l'actualité brûlante de la fin des années 1960 aux États-Unis.

## Résumé
Rabbit a 36 ans en juillet 1969. Depuis 10 ans, il vit paisiblement en famille avec sa femme Janice et son fils Nelson, exerçant la profession de compositeur sur Linotype dans une petite imprimerie de Brewer en Pennsylvanie, au côté de son père vieillissant. Sa vie est terne, sans passion, et réglée par ses horaires de travail et les visites dominicales chez ses parents âgés. Il découvre que sa femme, très absente du foyer le soir pour de pseudo-raisons professionnelles, entretient en réalité une liaison avec Charlie Stavros, un de ses collègues de travail, d'origine grecque et « libéral ». L'absence de tout sentiment de jalousie, de volonté de compétition, et le consentement tacite par Rabbit de cette liaison provoque chez Janice la réaction inattendue de quitter sa famille pour s'installer chez Stavros. Rabbit se retrouve donc seul avec son fils de 12 ans au moment où les Américains mettent le pied sur la Lune le 21 juillet 1969 et s'embourbent sous la présidence Nixon dans la guerre du Viêt Nam qu'il soutient ardemment.
À la suite d'une rencontre organisée dans un bar par un collègue de travail, Rabbit en vient à héberger chez lui, Jill, une adolescente perdue de 18 ans en rupture avec sa famille bourgeoise du Connecticut et vivant en marge de la société américaine au sein de la communauté hippie et des mouvements pour les droits civiques. Jill est sans toit, ni ressources, et n'a que son corps à offrir à Rabbit. Il accepte cet échange et progressivement s'attache à la jeune femme malgré toute la part d'ombre qu'elle porte en elle. Elle prend petit à petit place dans la maison, jouant le rôle de femme au foyer et de grande sœur pour Nelson qui visiblement en tombe amoureux. Un équilibre s'installe jusqu'au jour où Skeeter, un jeune afro-américain, connaissance et ancien dealer de Jill, s'invite dans le foyer de Rabbit. Jill supplie Rabbit d'héberger quelques jours Skeeter qui est recherché par la police pour des petits trafics de drogue. Skeeter, un ancien du Vietnam qui semble paradoxalement avoir pleinement joui de la violence des combats, se révèle rapidement provocant et déséquilibré, politiquement engagé et prêchant par un discours souvent mystique la libération des Noirs et l'avènement d'un « Black Jesus » qu'il annonce être. Rabbit est à la fois fasciné de manière très ambigüe et érotique par le personnage, tout en étant effrayé des dégâts qu'il pressent venir. Sentant qu'il peut à tout moment perdre Jill s'il renvoie Skeeter, il laisse au jeune Noir prendre de plus en plus de place dans la maison, tant avec des discours politiques virulents et radicaux qui s'organisent le soir en communauté, que dans la domination évidente qu'il exerce sur Jill et sur son fils. Un ménage à trois se compose, Jill étant de plus en plus sous l'influence de Skeeter qui redevient à la fois son fournisseur de drogues de plus en plus dures et son amant. La situation empire, provoquant des remous dans le voisinage qui voit d'un mauvais œil un noir arriver dans un quartier blanc et constate des pratiques et comportements outrageants pour la morale puritaine américaine préalablement choquée par le « Summer of Love ».

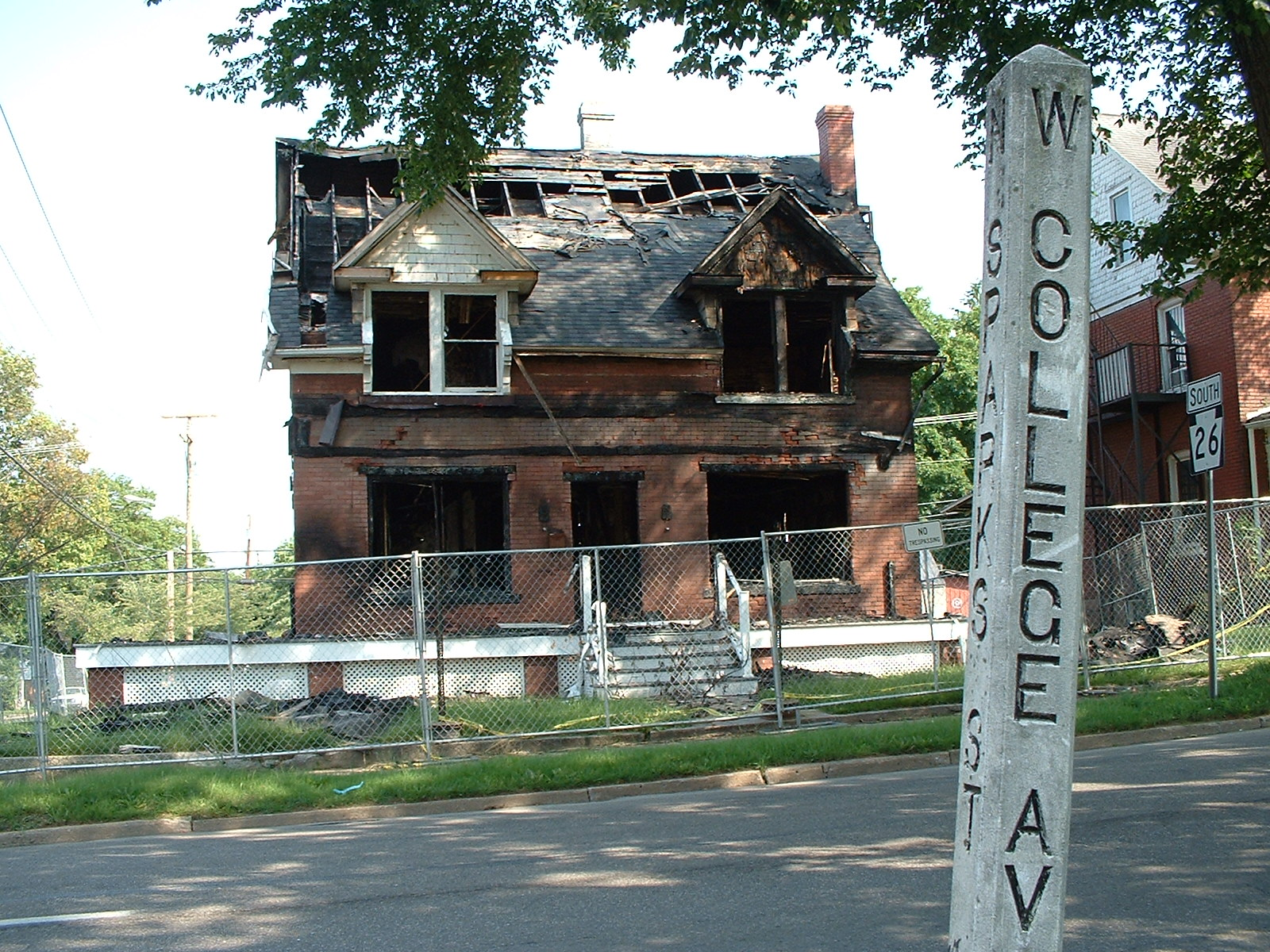
Maison brûlée en Pennsylvanie.

Un soir, alors que Rabbit et son fils sont invités à une soirée chez la mère divorcée d'un camarade de Nelson, un coup de téléphone affolé de Skeeter annonce, sans plus de précision, que quelque chose de mauvais se passe. Rabbit et Nelson rentrent en urgence chez eux et constatent un violent incendie dévorant la maison. Les pompiers extraient le corps de Jill qui a succombé dans les flammes et selon les premières constatations identifient l'origine incontestablement criminelle de l'incendie. Nelson fou de peine et de colère insulte violemment son père et le menace physiquement. Rabbit, sans toit et licencié quelques jours plus tard pour raisons économiques (la Lynotype est remplacée par le tirage offset), doit retourner chez ses parents. Dans sa maison d'enfance, auprès de sa mère qui souffre de la maladie de Parkinson, Rabbit tente péniblement de retrouver un équilibre, aidé par sa sœur Mim qui vient passer quelques jours en famille. Mim décide de faciliter le rapprochement entre Rabbit et sa femme, en décidant de séduire Charlie Stavros afin de perturber le « couple », et incidemment réussit à pousser Janice à proposer un rendez-vous avec Rabbit pour régler des problèmes matériels concernant la maison ravagée. Ils décident ensemble de la vendre et finissent par passer la nuit dans un motel.

## Éditions
- (en) Rabbit Redux, Alfred A. Knopf Publisher, 1971.
- Rabbit rattrapé, éditions Gallimard, 1973  (ISBN 9782070284771).
- (en) Rabbit Angstrom, a Tetralogy, coll. « Everyman's Library », Alfred A. Knopf Publishers, 1995,  (ISBN 0-679-44459-9).